# Жуки (фильм, 2001)
«Жуки» (англ. They Crawl) — американский фильм ужасов с элементами фантастики 2001 года. Премьера фильма состоялась 29 апреля 2002 года.

## Сюжет
После прохождения военной службы домой возвращается Тэд Гейдж и выясняет, что в семье образовались проблемы: младший брат по прозвищу Головастик (прозвище дано в связи с большими умственными способностями брата) отдалился от семьи и занимается секретными делами. Тэд назначает ему встречу, желая выяснить в чём дело, однако его брата взрывают. За расследование этого дела берётся детектив Джина О’Бэннон, а параллельно с ней своё расследование ведёт Тэд. Ей удаётся найти связь между этим убийством и недавним убийством водителя автобуса, а также связать все эти события с деятельностью секты «Трилиан», во главе которой стоит Лазарь. А в это время полчища тараканов, которые подчиняются приказам Лазаря, убивают всё новых и новых людей. Тэду и детективу Джине предстоит остановить Лазаря.

## В ролях
| Актёр            | Роль                    |
| ---------------- | ----------------------- |
| Дэниэл Косгроув  | Тэд Гейдж               |
| Тамара Дейвис    | детектив Джина О’Бэннон |
| Деннис Буцикарис | профессор Юрген         |
| Кен Лернер       | коронер Глен            |
| Микки Рурк       | Тини Фрейкс             |